# Atepa
Atepa is een geslacht van vlinders uit de familie van de bladrollers (Tortricidae). Deze wetenschappelijke naam is voor het eerst geldig gepubliceerd in 1991 door Józef Razowski.
Razowski richtte het geslacht op voor de nieuwe soorten Atepa sinaloana en  Atepa cordobana. Hij verplaatste ook Tortrix triplagata Walsingham, 1914 naar het geslacht Atepa. 
De drie soorten komen voor in Mexico in de staten Veracruz, Tabasco en Sinaloa. De naam Atepa is een anagram van Teapa (in de staat Tabasco), wat de typelocatie is van A. triplagata.